# Draâ Ben Khedda (comuna)
Draâ Ben Khedda (Mirabeau durante o período colonial francês) é uma cidade e comuna localizada na província de Tizi Ouzou, no norte da Argélia. Em 2008, sua população era de 31 382 habitantes.